# Дормідонтовське сільське поселення (селище)
Дормідо́нтовське сільське поселення (рос. Дормідонтовское сельское поселение) — сільське поселення у складі Вяземського району Хабаровського краю Росії.
Адміністративний центр та єдиний населений пункт — селище Дормідонтовка.
До 2011 року поселення мало статус міського, так як селище Дормідонтовка мало статус селища міського типу.

## Населення
Населення сільського поселення становить 1379 осіб (2019; 1426 у 2010, 1672 у 2002).